# デイヴ・ナヴァロ
デイヴ・ナヴァロ（Dave Navarro、1967年6月7日 - ）は、ジェーンズ・アディクションやレッド・ホット・チリ・ペッパーズで活動した、アメリカ合衆国カリフォルニア州サンタモニカ出身のギタリストである。ジェーンズ・アディクションの三度目の解散後は新しいバンド、パニック・チャンネルを結成している。デヴィッド・マイケル・ナヴァロ (David Michael Navarro) とも呼ばれる。

## 略歴
1986年、ヴォーカリストのペリー・ファレルとドラマーのスティーヴン・パーキンスに誘われてジェーンズ・アディクションに参加。後に参加したベーシストのエリック・エイヴェリーもナヴァロの幼馴染であった。デビュー・ライヴ・アルバム『ジェーンズ・アディクション』につづく2ndアルバム『ナッシングス・ショッキング』と3rdアルバム『リテュアル・デ・ロ・ハビテュアル』により、ジェーンズ・アディクションはオルタナティヴ・ロックの先駆者として商業的な成功と高い評価を手に入れる。しかし、1991年には人間関係のもつれからバンドは解散。ペリー・ファレル主催のジェーンズ・アディクション解散ツアーを兼ねたロック・フェスティヴァル「ロラパルーザ」には、オルタナティヴ・ロックやヒップ・ホップ、インダストリアル・ロック、パンク・ロック他、ありとあらゆる先鋭的な新進ミュージシャンが参加して1990年代に隆盛を誇る（が、皮肉にもそのときすでにジェーンズ・アディクションは存在しなかった）オルタナティヴ・ロックの方向性を定めるという役割を果たした。
1993年、ナヴァロはエイヴェリーとともに新しいバンド、ディコンストラクションを結成。しかし1994年にセルフ・タイトル・アルバムを一枚発表しただけで解散する。
1994年、脱退したギタリストジョン・フルシアンテの後任としてレッド・ホット・チリ・ペッパーズに参加する。ウッドストック 1994では巨大な電球を頭に載せたステージ衣裳で新メンバーとしての存在をアピールしたのち、このバンドにとっては6枚目となるアルバム『ワン・ホット・ミニット』を発表。しかし、このアルバムの発売にともなうツアーを終えた直後にあっさりと脱退。結局、デイヴが脱退したその年にジョンが復帰した。
ソロ作品の制作が難航する中、1997年にはジェーンズ・アディクションの再結成ツアーに参加。アルバム『ケトル・ホウィッスル』を発表（ただし新作は数曲にとどまり、大半は旧作の別テイクやライヴ・ヴァージョンである）。このときベーシストを務めたのはレッド・ホット・チリ・ペッパーズのフリーだった。この再結成は一時的なものだったためナヴァロは再びソロに戻り、他のミュージシャンのレコーディングにゲスト参加するなどの活動が中心となる。その後2001年、ようやく初のソロ・アルバム『Trust No One』をリリース。ヴォーカルも自身でこなした。
2002年にはジェーンズ・アディクションが二度目の再結成。2003年に新作『ストレイズ』を発表するが、ワールド・ツアーを終えて間もなく、ナヴァロは自分のウェブ・サイトにおいてクリス・チェイニー（新ベーシスト）とパーキンスとの連名で「真にクリエイティヴな関係性が永続することはありえない」との声明を発表し、ジェーンズ・アディクションが三度目の解散をしたことを明らかにした。
テレビのリアリティ番組『Rock Star: Supernova』や映画への出演など、音楽以外にも活動範囲を伸ばしてオルタナティブ・ロックのファン層以外にも知名度を増す一方、チェイニーやパーキンスら元ジェーンズ・アディクションのメンバーらと2004年に新バンド The Panic Channel を結成して、本業の音楽活動にも精力的に取り組んでいる。
2006年ジェーンズ・アディクション、3度目の再結成に参加。以降ライブ、アルバム制作とまだまだ衰えぬベテランバンドの活動を続けている。